# Râul Fulgerata
Râul Fulgerata este un râu afluent al Beliș. 